# Tiefer Weißeritzstolln

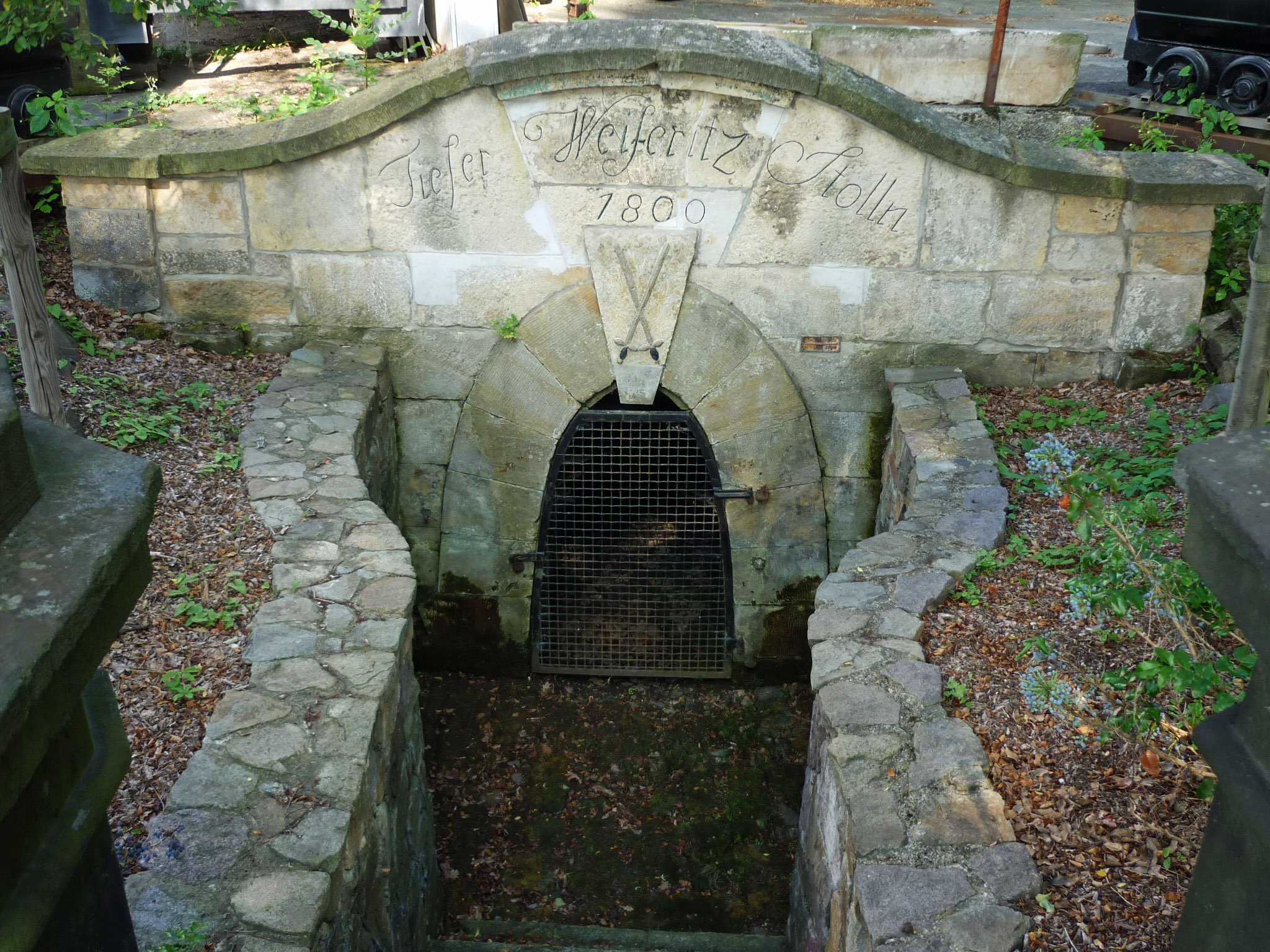
Mundloch (2014)

Der Tiefe Weißeritzstolln ist ein über sechs Kilometer langer Wasserlösestollen im Steinkohlenrevier des Döhlener Beckens auf dem Gebiet der Stadt Freital in Sachsen. Er diente der Entwässerung des Grubenfeldes links der Weißeritz, das zum Königlichen Steinkohlenwerk Zauckerode gehörte. Das Stollenmundloch in Potschappel steht als Teil der Sachgesamtheit Bergbaumonumente in Freital als Kulturdenkmal unter staatlichem Schutz.

## Vorgeschichte
Vor dem Bau des Tiefen Weißeritzstollns versuchte man die zusitzenden Wässer des am Flözaustrich umgehenden Kohlebergbaus mit Künsten zu heben. Der Erfolg war eher mäßig.  Der ab 1727 getriebene, 1900 Meter lange Clauß-Stolln entwässerte die Kohlsdorf-Pesterwitzer Nebenmulde. Der am 7. Februar 1747 angeschlagene Burkhardstolln, war mit einer Länge von 1296 Metern der erste größere Stolln im Hauptrevier links der Weißeritz.
Am 4. November 1788 schloss Vizeobereinfahrer Carl Wilhelm von Oppel im Auftrag des Freiberger Oberbergamtes mit den Brüdern Johann Gottfried und Johann Gotthelf Hermsdorf aus Niederhermsdorf einen Abbauvertrag zur Versorgung der Freiberger Hütten mit Steinkohle. Im Quartal Luciae wurden die Untersuchungsarbeiten aufgenommen. 1791 wurde das Freibergische Konsortschaftliche Steinkohlenwerk gegründet und der Leopold Erbstolln zur Wasserlösung des Grubenfeldes angeschlagen. Am 2. August 1793 trat die Konsortschaft das Grubenfeld und alle Rechte an die Freiberger Gnadengroschenkasse ab. 1798 wurde der Vorschlag zum Vortrieb eines Tiefen Stollns zur Entwässerung des Grubenfeldes, von der Weißeritz erörtert. Dieser Stolln würde im Bereich des Leopold Erbstollns eine saigere Teufe von 54,65 Metern einbringen.
Durch Allerhöchsten Reskript des Kurfürsten vom 19. Juli 1799 übernahm der Fiskus das Grubenfeld gegen die Rückerstattung geleisteter Vorschüsse in Höhe von 10.667 Talern 22 Groschen und 6 Pfennigen. Das Grubengebäude firmierte jetzt unter dem Namen Kurfürstliches Steinkohlenwerk Leopold Erbstolln bei Niederhermsdorf samt Zubehör. Im selben Jahr wurde mit der Vorbereitung zum Vortrieb des Tiefen Weißeritzstollns begonnen. Das an der Flurgrenze zu Dölzschen liegende Gelände der 270 Meter langen Rösche wurde von dem Besitzer des Eisenhammers, Johann Gottfried Ulbricht, erworben.
Am 28. Oktober 1800 erfolgte die Mutung und Belehnung des Tiefen Weißeritzstollns als Beilehn zum Leopold Erbstolln zu Niederhermsdorf.

## Geschichte
Der Vortrieb des bei 153 m NN angeschlagenen Stollns begann noch im Jahr 1800 unter der Aufsicht von Ernst Friedrich Wilhelm Lindig, dem Schichtmeister des Leopold Erbstolln. Nach einer Auffahrung von 510 Metern im Pesterwitzer  Porphyrzug unterhalb der Jochhöh, erreichte man 1803 im 3. Lichtloch in einer Teufe von ca. 17 Metern, das 1. Flöz in der Kohlsdorf-Pesterwitzer Nebenmulde. Nach weiteren 60 Metern Vortrieb im Flöz wurden die Arbeiten mit dem Erreichen des 4. Lichtloches vorübergehend eingestellt.
Der Vizeobereinfahrer Friedrich Wilhelm Wagner erarbeitete 1804 Kostenvoranschläge für 6 verschiedene Varianten der weiteren Stollntrasse. Der Porphyr des Burgwartberges oder des Sauberges sollten dabei auf kürzestem Weg durchörtert werden. Ein Lachter Streckenvortrieb im Porphyr kostete 45 Taler, im Rotliegenden lediglich 10 Taler. Im 1805 erstellten Betriebsplan des  Königlichen Steinkohlenwerkes Zauckerode war der weitere Vortrieb des Weißeritzstollns vorgesehen. Am 15. Dezember 1805 wurde der Vortrieb des Sauberger Stollnflügels in Richtung Döhlen aufgenommen. Der Ansatzpunkt lag bei 462 Metern zwischen dem 2. und 3. Lichtloch. Ab Februar 1806 wurde jetzt der Ort- und Gegenortbetrieb von den Lichtlöchern 5, 6, 7 und 8, sowie dem Schönbergschacht aufgenommen. Um das Vorhaben zügig umsetzen zu können, fehlten allerdings die notwendigen Fachkräfte. Deshalb wurden vom Bergamt Johanngeorgenstadt 25 Doppelhäuer und 15 Arbeiter zum Vortrieb des Weißeritzstollns und des Leopoldstollns abgeordnet. 1907 kamen noch einmal 15 Bergleute, wahrscheinlich aus den Wettiner Kohlegruben hinzu. Nach 738 Metern erfolgte der Durchschlag am 12. September 1808.
Im Anschluss wurde der Stolln vom Schönbergschacht unter der Einbeziehung des Winkelschachtes, des Augustschachtes, des Heinrichschachtes, des Ziegelschachtes und der Lichtlöcher 9 und 10 im Flöz zum Zauckeroder Kunstschacht vorgetrieben. Der Durchschlag erfolgte nach einer Auffahrungslänge von 1.239 Metern am 22. Mai 1811.
Nach dem erfolgten Durchschlag wurde der Stolln im Flöz weiter in Richtung Niederhermsdorf getrieben.
In Folge des Kohlenmangels durch die Befreiungskriege wurden auch früher unrentable Felder abgebaut. So wurde 1814 auch vom 6. Lichtloch in der Kohlsdorf-Pesterwitzer Nebenmulde aus, das hier nur 1,50 Meter mächtige 1. Flöz abgebaut.
Um eine kurze Verbindung zwischen dem Stollnmundloch und dem Zauckeroder Kunstschacht zu erreichen, wurde der Stollnvortrieb vom 4. Lichtloch aus durch den Burgwartsberg wieder aufgenommen. Auch hier erfolgten die Arbeiten im Ort- und Gegenortbetrieb von den Lichtlöchern 12, 13, 14 und 17 aus. Der Durchschlag erfolgte nach 1257 Metern im Jahr 1817. Der Burgwartsbergstollnflügel brachte am Zauckeroder Kunstschacht gegenüber dem Sauberger Stollnflügel eine um 1 Meter tiefere Sohle ein.
Weiterhin wurde ein Flügel zum Döhlener Kunstschacht aufgefahren. Als Hilfsschächte dienten hier der Antonienschacht sowie die Lichtlöcher 18 und 19. Die Auffahrungslänge beträgt 586 Meter.
Mit dem Steinkohlenmandat vom 10. September 1822 hatte der Weißeritzstolln nun das Recht bei dem Unterfahren der Grubenbaue benachbarter Steinkohlenwerke von diesen den Stollnneunten zu erheben. Weiterhin stand ihm damit auch der Stollnhieb in diesen Grubenbauen zu. Das führte zur Intensivierung des Vortriebs Richtung Niederhermsdorf, der bis jetzt kaum über das 165 Meter vom Zauckeroder Kunstschacht entfernt liegende 16. Lichtloch hinaus gekommen war.
Am 26. Juni 1824 kam es zu einem Hochwasser bei dem große Teile des Stollns zerstört wurden. Das Wasser stand dabei 1,50 Meter über der Stollnsohle. Ein Teil der im Flöz aufgefahrenen Stollnabschnitte wurde nicht wieder aufgewältigt, sondern der Stolln als Umbruch im Liegenden der Flöze aufgefahren.
Beim weiteren Vortrieb wurden am Stolln liegende Schächte als Lichtlöcher genutzt. So der Ludwigschacht, der Kühnelschacht, der Bormannschacht, der Niederschacht und der Gottliebschacht. Im Bereich des Mundloches des Leopoldstolln wurde das Lichtloch 20 geteuft.
Als der Tiefe Elbstolln 1836 in das Revier durchschlägig wurde, hatte der Weißeritzstolln eine Länge von 6517 Metern erreicht. Die Kosten beliefen sich bis dahin auf 175.810 Taler 21 Groschen und 8,5 Pfennige. Obwohl der Weißeritzstolln jetzt durch den Elbstolln enterbt wurde, entschloss man sich ihn weiter ins Feld zu treiben. Ab 1839 teufte man das 21. Lichtloch. 1842 wurde 35,70 Meter vom 21. Lichtloch Richtung Westen die Bauwürdigkeitsgrenze des 1. Flözes erreicht und der Vortrieb eingestellt. Im 1. Quartal 1844 wurde der Weißeritzstolln zwischen Neu Leopoldschacht und dem 21. Lichtloch auf einer Länge von 310 Metern bis 10 Meter vor das Lichtloch abgeworfen.
Nach der Wiederaufnahme des Bergbaus in diesem Feldesteil am 15. Februar 1935 wurde das noch offene 21. Lichtloch als Schachtanlage Niederhermsdorf wieder aufgewältigt und fahrbar hergestellt. Es diente nachher bis zur endgültigen Erschöpfung der Vorräte am 28. Januar 1952 als Förderschacht. Der Weißeritzstolln wurde in dieser Zeit um ca. 235 Meter Richtung Westen verlängert. Damit beträgt seine Gesamtlänge ca. 6900 Meter.
Im Gebäude der Werkzeughütte von 1801 richtete der Obersteiger Halm die (heute nicht mehr vorhandene) Gastwirtschaft „Zum Steiger“ ein. Das Stollnmundloch lag später direkt in deren Gastgarten.